# Canguera
Canguera é um distrito do município brasileiro de São Roque, que integra a Região Metropolitana de Sorocaba, no interior do estado de São Paulo.

## História

### Origem
O povoado de Júlio Prestes, que deu origem ao distrito, se desenvolveu ao redor da estação ferroviária Canguera da Estrada de Ferro Sorocabana, inaugurada em 24/05/1931. Canguera era o nome da fazenda da qual se originou a cidade de Mairinque e onde foi construída a estação.

### Formação administrativa
- Decreto nº 22.922-A de 07/12/1953 - Cria a 3.ª subdelegacia de polícia na localidade conhecida pela denominação de Canguera, no distrito de Mairinque, município de São Roque[4].
- Lei n° 5.285 de 18/02/1959 - O distrito de Canguera é criado com sede no povoado de Júlio Prestes e com território desmembrado do distrito da sede do município de São Roque e do distrito de Mairinque[5][6].

## Geografia

### Demografia

#### População urbana
| Crescimento população urbana | Crescimento população urbana | Crescimento população urbana | Crescimento população urbana |
| Censo                        | Pop.                         |                              | %±                           |
| ---------------------------- | ---------------------------- | ---------------------------- | ---------------------------- |
| 1960                         | 243                          |                              | —                            |
| 1970                         | 265                          |                              | 9,1%                         |
| 1980                         | 363                          |                              | 37,0%                        |
| 1991                         | 581                          |                              | 60,1%                        |
| 2000                         | 739                          |                              | 27,2%                        |
| 2010                         | 7 699                        |                              | 941,8%                       |
| Fonte: IBGE e Fundação SEADE |                              |                              |                              |

#### População total
Pelo Censo 2010 (IBGE) a população total do distrito era de 9 863 habitantes.

### Área territorial
A área territorial do distrito é de 86,018 km².

### Rodovias
O distrito de Canguera localiza-se às margens da estrada de acesso 060/270, entre as cidades de São Roque e Ibiúna, com acesso direto à Rodovia Raposo Tavares (SP-270) no km 58,5.

### Ferrovias
Pátio Canguera (ZKE) da Linha Mairinque-Santos (Sorocabana), a ferrovia é operada atualmente pela Rumo Malha Paulista.

## Serviços públicos

### Registro civil
Atualmente é feito na sede do município, pois o Cartório de Registro Civil das Pessoas Naturais do distrito foi extinto pela Resolução nº 2 de 15/12/1976 do Tribunal de Justiça do Estado de São Paulo, e seu acervo foi recolhido ao cartório do distrito sede.

### Transportes
Atualmente as empresas Rápido Luxo Campinas Ltda. (linha intermunicipal: São Roque x Ibiúna) e Jundiá Transportadora Turística (linhas urbanas: Canguera x Rodoviária, e Sorocamirim/Pavão x Rodoviária) atendem o distrito.

### Saneamento
O serviço de abastecimento de água é feito pela Companhia de Saneamento Básico do Estado de São Paulo (SABESP).

### Energia
A responsável pelo abastecimento de energia elétrica é a CPFL Piratininga, distribuidora do grupo CPFL Energia.

### Telecomunicações
O distrito era atendido pela Telecomunicações de São Paulo (TELESP), que inaugurou a central telefônica utilizada até os dias atuais. Em 1998 esta empresa foi vendida para a Telefônica, que em 2012 adotou a marca Vivo para suas operações.

## Atrações turísticas

### Roteiro do Vinho

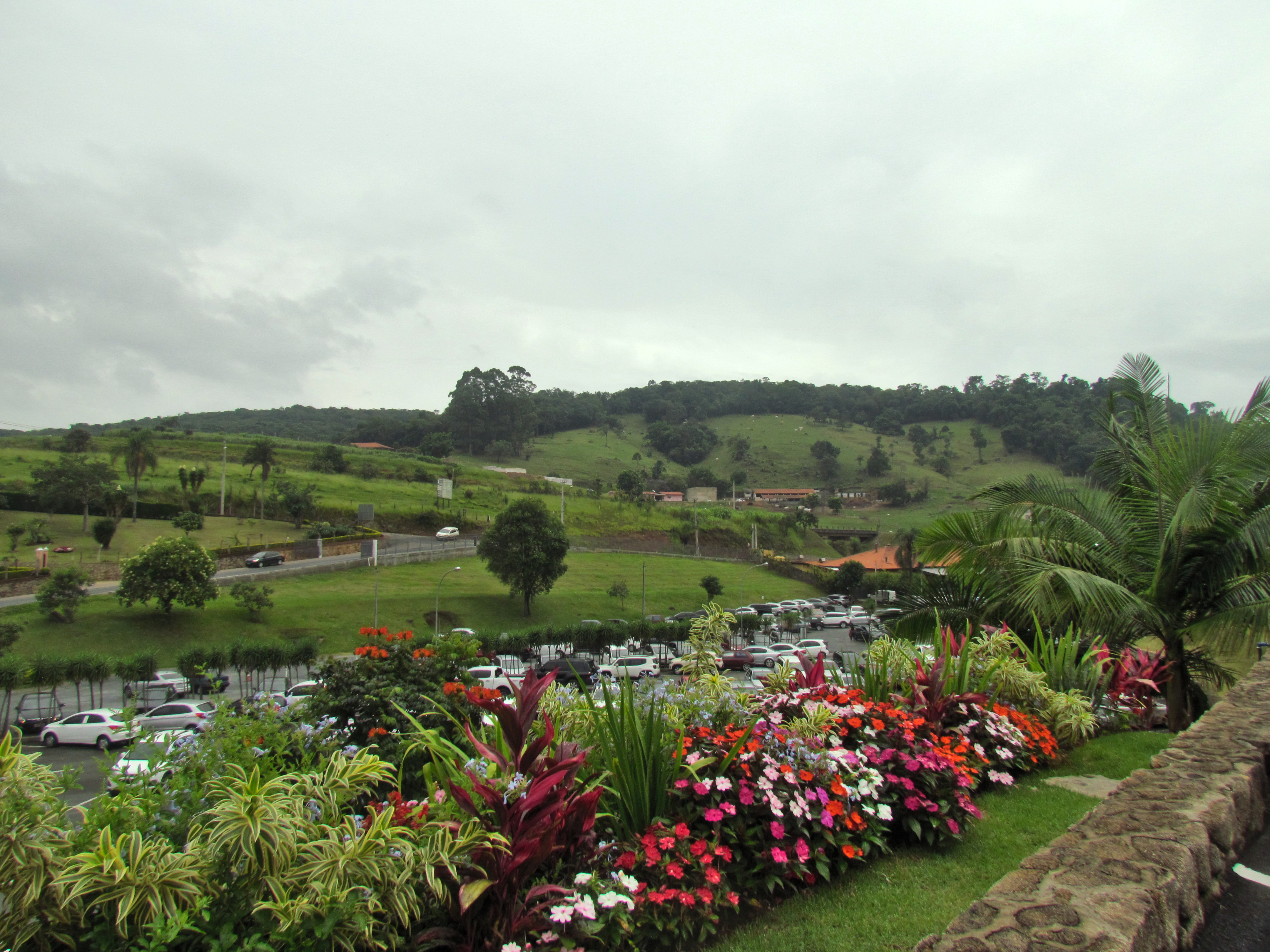
Roteiro do vinho.

A origem do cultivo da uva e a produção de vinhos remontam à meados do século XVII, quando Pedro Vaz de Barros, fundador da cidade de São Roque, ficou entusiasmado com as terras da região e, juntamente com os moradores, decidiu investir na plantação da fruta e na produção de vinhos.
No Roteiro do Vinho se vivencia essa história e sua tradição, através das adegas, vinícolas, restaurantes, hotéis, pousadas e centros de lazer e entretenimento, em meio à natureza abundante da mata atlântica preservada. Ainda pode-se visitar as produções de alcachofras e hortaliças, trazidas pelos imigrantes europeus que ocuparam a região.
O Roteiro do Vinho é formado pela Estrada do Vinho, Estrada dos Venâncios e Rodovia Quintino de Lima, no qual o distrito de Canguera concentra as principais vinícolas e atrações, onde se pode degustar bons vinhos e deliciosos produtos típicos. 

### Vinícolas
- Vinícola Canguera[19]

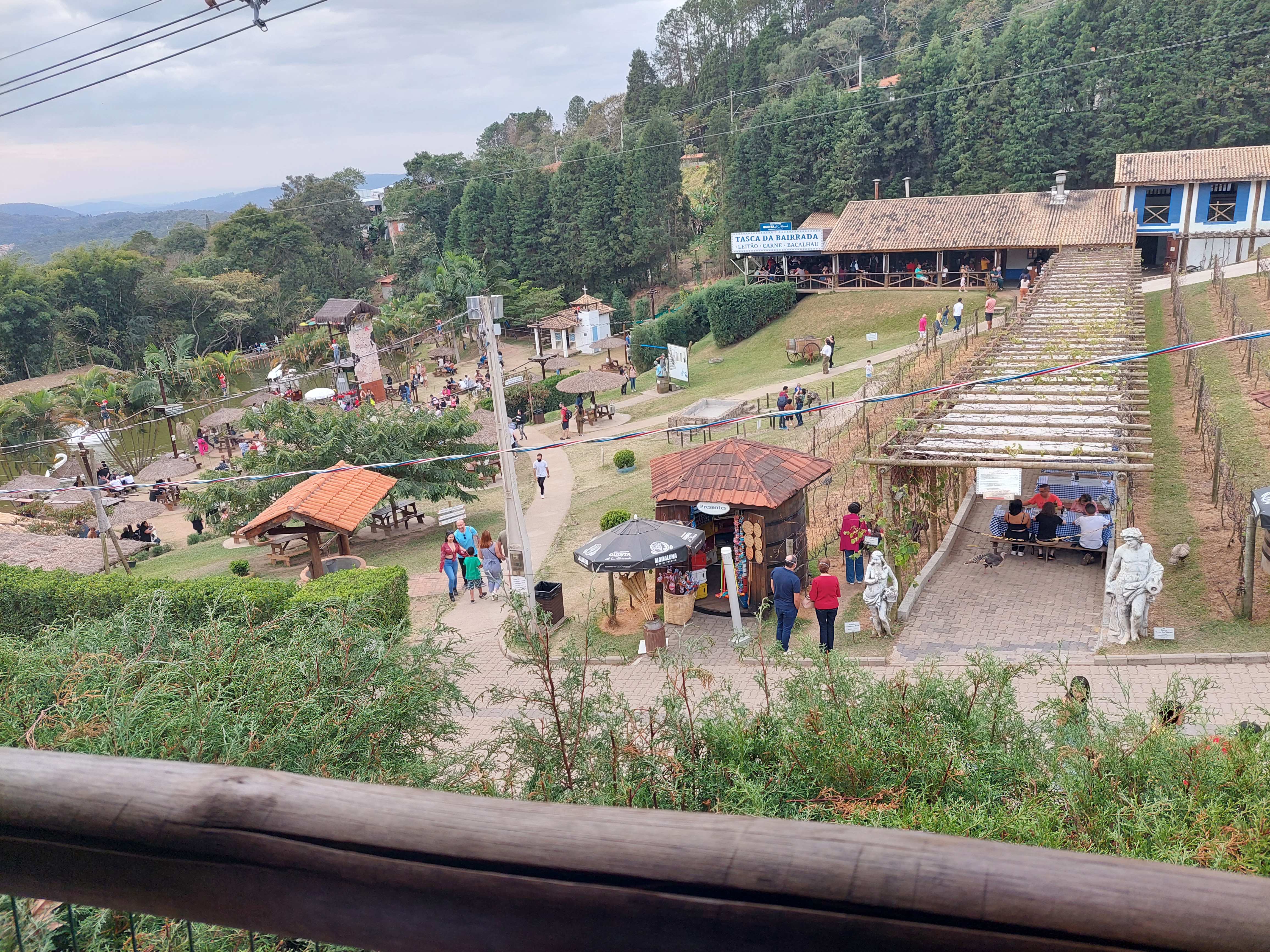
Vista da Quinta do Olivardo.

- Vinícola Góes, uma das grandes produtoras de vinhos do Brasil[20]
- Vinícola Palmeiras[21]
- Vinhos Bella Quinta[22]
- Vinhos Bella Aurora[23]
- Vinícola Sorocamirim[24]
- Vinhos XV de Novembro[25]
- Adega Quinta do Olivardo[26]

## Religião
O Cristianismo se faz presente no distrito da seguinte forma:

### Igreja Católica
- A igreja faz parte da Diocese de Osasco[28].

### Igrejas Evangélicas
- Assembleia de Deus - O distrito possui uma congregação da Assembleia de Deus Ministério do Belém, vinculada ao Campo de Sorocaba. Por essa igreja, através de um início simples, mas sob a benção de Deus, a mensagem pentecostal chegou ao Brasil. Esta mensagem originada nos céus alcançou milhares de pessoas em todo o país, fazendo da Assembleia de Deus a maior igreja evangélica do Brasil[29][30].

- Congregação Cristã no Brasil[31].